# Ernst Krieck
Ernst Krieck (nascido em 06 de julho de 1882 em Vögisheim; morreu 19 março de 1947 em Moosburg an der Isar) foi um alemão professor, escritor e professor. Junto com Alfred Baeumler, Krieck foi considerado um importante cientista teórico do nacional-socialismo.
Depois de se formar na escola secundária, Krieck foi para uma faculdade de professores em Karlsruhe. Durante seu trabalho seguinte como professor do ensino fundamental, ele começou a criticar o sistema escolar dominante como mecânico e muito burocrático. Durante esse tempo, Krieck continuou a ser autodidata.
Em 1910, sua primeira obra literária, Persönlichkeit und Kultur (Personalidade e Cultura), foi publicada. Em 1917, Krieck publicou Die deutsche Staatsidee (The German National Idea). Então, em 1920, Die Revolution der Wissenschaft (A Revolução da Ciência) foi publicada e, finalmente, em 1922, Philosophie der Erziehung (Filosofia da Educação) foi publicada. Philosophie der Erziehung é considerado o livro mais importante de Krieck. Por seu trabalho neste livro, ele recebeu um doutorado honorário da Universidade de Heidelberg Ruprecht Karl.
Depois de quatro anos trabalhando como escritor freelance, foi nomeado para trabalhar na Pädagogische (pedagogia, ou seja, Ciência da educação) Universidade de Frankfurt em 1928.
Até o final da década de 1920, ele apoiou as tradicionais opiniões do corpo docente liberal em conflito com a política escolar do SPD (Partido Social Democrata), Zentrumspartei (Partido Central) e da Igreja Católica. Então, ele deu uma guinada política. Em 1931, ele se tornou membro do sindicato de luta antissemita e racial pela cultura alemã. Depois de declarar “Heil auf das Dritte Reich” (“Saudação ao Terceiro Reich”) no festival do solstício em 1931, Krieck foi transferido para a Pädagogische Akademie Dortmund por motivos disciplinares.
Durante esse tempo, em toda a região do Ruhr na Alemanha, Krieck atuou frequentemente como orador político. Em 1 de janeiro de 1932, tornou-se membro do NSDAP (Nationalsozialistische Deutsche Arbeiterpartei ou Partido Nacional Socialista dos Trabalhadores Alemães) e do sindicato dos professores nacional-socialistas. Em 1932, devido a mais agitação nazista, Krieck foi suspenso como professor.
Após a “aquisição” nazista, devido a um decreto de secretariado, Krieck foi eleito presidente da Universidade Johann Wolfgang Goethe de Frankfurt em abril de 1933. Ele tinha sido o único candidato. Um dia antes ele havia sido eleito professor de educação e filosofia. Ele foi o primeiro presidente nazista de uma universidade alemã. Após sua eleição, ele declarou que "a antiga lacuna entre Volkstum (o povo) e a Universidade foi finalmente preenchida." Sua eleição marcou o início de uma união “entre o Führer da cidade, a orientação do NSDAP, e o Führer da Universidade”. Ele anunciou uma limpeza agressiva da Universidade: “É nosso objetivo coletivo, fazer uma fortaleza para o espírito alemão na cidade de Frankfurt. Estamos marchando em direção a uma nova cultura, a do Nacional-Socialismo e seu Führer para abrir caminho para a revolução política... ”Uma das primeiras medidas foi a queima pública de livros em Römerberg em 10 de maio de 1933.
Krieck tornou-se o editor da nova revista “Volk im Werden” (NS Race Coming into Being), publicada a cada dois meses de 1933 a 1944 e retratava as ideias nazistas sobre educação. Krieck publicou muitos artigos nesta revista. Em 1934, Krieck foi para a Universidade de Heidelberg e assumiu o cargo de chefe do departamento de Filosofia e Educação. No verão de 1936, ele apareceu com Bernhard Rust publicamente e programaticamente. A partir de 1934, ele também trabalhou com o Sicherheitsdienst (Serviço de Segurança) des Reichsführers SS e trabalhou como espião na seção de ciências. Em 1935, ele se tornou o líder do sindicato de professores nazistas Gau em Baden. De abril de 1937 a outubro de 1938, foi presidente da Universidade de Heidelberg. Sua filosofia central causou severa controvérsia com os teóricos da raça NS nos anos de 1936-1938, após o que ele deixou todos os escritórios do partido e acadêmicos. Em 1938, ele deixou a SS, mas recebeu o papel honorário de SS-Obersturmbannführer. Ele foi presidente do departamento de Filosofia e Educação em Heidelberg até o final da Segunda Guerra Mundial.
Em 1944, ele se tornou um dos vários líderes do sindicato de professores NS.
Após o fim da Segunda Guerra Mundial, ele foi demitido da Universidade e detido pelas forças de ocupação dos Estados Unidos. Ele morreu em 19 de março de 1947 em um campo de internamento localizado em Moosburg an der Isar.
Krieck tornou-se professor, apesar de não ter nenhum Abitur (um diploma da escola secundária alemã que qualifica uma pessoa para admissão em uma universidade). Krieck cresceu em um ambiente de classe trabalhadora - seu pai era pedreiro e camponês - e não foi possível para Krieck frequentar o ensino médio. Portanto, sua formação como professor do ensino fundamental era a única possibilidade de cursar o ensino superior. Graças ao seu apoio absoluto do NS e à sua formação como professor, foi possível que Krieck fosse nomeado para cargos de ensino superior. Ele próprio estava insatisfeito com seu currículo e incorporou sua experiência pessoal de crítica social em seu currículo.
Os Arquivos da Universidade de Heidelberg receberam itens de propriedade pertencentes a Ernst Krieck e sua filha, Ilse Krieck. Essa herança inclui álbuns de fotos, imagens de quadro único, um busto, correspondência e cinco discos de gramofone que tocam um discurso proferido por Krieck em 1933.

## Trabalho

### "Filosofia da Educação"
As ideias de Krieck sobre educação, que ele descreve neste livro, eram muito incomuns na época. Ele pretendia quebrar a "influência planejada dos anciãos sobre os jovens [...] ". O fator decisivo para uma educação "adequada" foi a maneira como as crianças cresceram nas comunidades sociais. É mais do que uma educação planejada e, portanto, "funcional". Por ser sempre realizado onde certas formas de vida comunitária afetam a criança e a moldam, contrasta com a abordagem "intencional" das escolas e dos pais. Com essa teoria, ele se voltou contra as ideias geralmente aceitas da década de 1920 de que a educação deveria ocorrer de forma racional na escola e na universidade. Ele projetou um modelo de três camadas em que a educação "funcional" deveria ocorrer: "A camada mais baixa de fatores educacionais consiste nos efeitos inconscientes, vínculos e relacionamentos de pessoa para pessoa. Eles constituem o subsolo da vida comunitária, o vínculo mais imediato e mais forte da estrutura orgânica [...]. " A segunda camada está no nível da ação social consciente, por exemplo, na família ou no local de trabalho. Krieck escreveu: "[...] efeitos educacionais emanam de cada interação nos participantes, mesmo que esses efeitos não sejam intencionais nem se tornem conscientes. Nele, as pessoas se tornam forças mutuamente educadoras. [...] Quando duas pessoas participam de um negócio ou de uma obra, elas exercem constantemente um efeito educativo uma sobre a outra por meio de acordo ou oposição. " Simplificado, o princípio de "todos educam todos" pode ser derivado disso. Somente na terceira camada ocorre uma educação racionalmente organizada, baseada em intenções, métodos e propósitos concretos. Todas as três camadas são de igual importância e dependentes umas das outras. Basicamente, toda vida social e social tem uma implicação educacional. Aqui encontramos um conceito essencial da teoria educacional de Krieck, a saber, o de "comunidade". Como todo ser humano é membro de comunidades, ele também é educado de acordo com a expectativa de tipo respectivo e, por sua vez, contribui para a educação dos outros. A forma mais elevada de comunidade é o "povo", do qual todos são membros. Neste contexto, Krieck distingue quatro formas de "educação externa" mútua:
1. A comunidade educa os membros.
2. Os membros educam uns aos outros.
3. Os membros educam a comunidade.
4. A comunidade educa a comunidade.

É preciso dizer que Krieck não reconhece todas as unidades como uma comunidade. Para explicar essas formas de educação, Giesecke escolhe o exemplo da família: a família como comunidade educa seus membros, por exemplo, os filhos. Eles se educam mutuamente e, por meio de suas ideias, também a família como comunidade. As comunidades educam outras comunidades, por exemplo, famílias vizinhas. Além disso, duas formas de "autoeducação" são descritas:
1. A comunidade se autoeduca.
2. O indivíduo se autoeduca.

O que permanece sem resposta é a questão de como as comunidades podem se educar se isso não acontecer pelo menos por iniciativa de seus membros. A "autoeducação" individual refere-se ao esforço que os indivíduos realizam em obter sua própria versão a partir das diferentes demandas educacionais e tentar satisfazê-las. Para Krieck, a "criação" toma o lugar da educação real. É um processo de integração coletiva do ser humano. O que se quer dizer aqui é a formação de um indivíduo dentro de uma comunidade por meio de valores fixos e um curso de evolução padronizado. O objetivo é o desenvolvimento em um "tipo" fixo. Somente o indivíduo que se conforma ao "tipo" torna-se um "membro pleno" da comunidade e é o resultado do processo de formação e reprodução.

### "Educação Nacional-Política"
Krieck juntou-se à NS Teachers 'Association em 1 de janeiro de 1932. Suas ideias sobre ciência educacional tornaram-se particularmente claras na obra "Nationalpolitische Erziehung" (Educação Política Nacional). Nele, Krieck clama por uma "politização" das ciências. Devido à situação atual da Alemanha, todos os esforços devem agora ser direcionados para a apresentação de perspectivas produtivas. A introdução deste tratado diz: "A era da 'razão pura', da ciência 'sem pressuposições' e 'sem valores' acabou." Krieck vê "oponentes políticos" principalmente entre os defensores do liberalismo, individualismo e pacifismo. O novo portador da ciência "política" foi o próprio movimento nacional-socialista. Se em seus trabalhos anteriores ele exigiu que a ciência educacional descrevesse o efeito educacional na comunidade, ele agora explica a importância educacional do movimento de massa nazista.
A comunidade deve ser novamente ordenada de tal forma que o "povo" mais uma vez apareça como uma totalidade "orgânica" e os membros individuais se vejam como "membros". Como um “disciplinador”, o estado deveria fazer com que todo o povo participasse conscientemente dessa tarefa. Aqui, uma intenção básica da ideologia nacional-socialista torna-se clara, que o "movimento" vê como sendo realizada apenas por meio da educação transformada da juventude. Além disso, a emancipação da mulher é condenada. A mulher pertencia à família e não tinha lugar na vida pública. “A Amazônia política, símbolo das idades femininas” aparece como uma “caricatura da masculinidade e da feminilidade ao mesmo tempo”.
Na segunda parte de sua "Nationalpolitische Erziehung", Krieck desenvolve um conceito de escola e educação como uma contraproposta de reforma da pedagogia. Ambos estão sujeitos a uma necessidade de reforma que só pode ser iniciada pela comunidade "völkisch". Para Krieck, a escola continua não sendo um lugar onde se ensinam valores, normas e objetivos, mas sim: “O princípio da reforma escolar völkisch é: integrar, incorporar por todos os lados, para que a educação saia do orgânico ligação".
Outro aspecto essencial de sua obra é o conceito de "raça", que se glorifica como um símbolo mítico: "A raça se manifesta como uma ordem de vida, uma força que permeia a atitude, a direção da vontade e a história, que se revela por instinto, o sentimento pela vida [...] e assim [...] eleva-se a uma tarefa". O termo deve estar sempre vinculado ao objetivo político e é definido pela classe dominante. Ele serve à educação e educação do novo ser humano: "Fora da mistura geral e emasculação da era liberal, uma humanidade racialmente forte é selecionada e criada como a espinha dorsal do povo nascente e a camada de suporte do estado nacional geral." Para Krieck, o princípio do Führer parece ser a garantia de compensação por quaisquer tensões inevitáveis que possam surgir em decorrência da convulsão. Somente este dogma poderia manter o movimento unido em tal caso.
De acordo com Giesecke, o sucesso comercial deste livro - 80.000 cópias foram vendidas em 1941 - pode ser explicado por um lado pelo fato de que as críticas severas de Krieck à República de Weimar expressas nele encontraram uma ampla resposta entre os alemães população; por outro lado, as pessoas atribuíram suas esperanças de uma melhoria da situação geral ao movimento nazista. No entanto, Krieck devia muitas explicações para suas linhas de pensamento. O apelo a transformações fundamentais na educação não se baseia em soluções. Ele vê as respostas no movimento nacional-socialista. Para isso "[...] desenvolveu assim os meios e métodos elementares de excitação e movimento de massa, colocados em uso pelos instintos de seus líderes, em uma forma geral de criação, um sistema de treinamento, que em todo o povo [...] desenvolve consciência racial ao mais alto grau [...]. " Em contraste com a sua "Filosofia da Educação", esta obra tem características inconfundíveis de panfleto político.
Ele descreveu sua atitude em relação à religião em 1943 no livro Heil und Kraft (Salvation and Power): 'Todas as religiões vêm da Ásia; a religião é estranha à nossa natureza e propósito... Para nós, germânicos, viver a fé em Deus e no destino é apropriado à nossa natureza e propósito'.

## Obras
- Erlebter Neuidealismus. Heidelberg: Carl Winter's Universitätsbuchhandlung, 1942.
- Natur und Naturwissenschaft. Leipzig: Oswald Schmidt, 1941
- Der Mensch in der Geschichte. Leipzig: Armanen-Verlag, 1940
- Inglaterra: Ideologie und Wirklichkeit. Munique: Zentralverlag der NSDAP, 1940.
- Volkscharakter und Sendungsbewußtsein. Politische Ethik des Reichs. Leipzig: Armanen, 1940.
- Weltanschauliche Entscheidung. Leipzig: Österreichischer Landesverlag, 1939.
- Leben als Prinzip der Weltanschauung und Problem der Wissenschaft. Leipzig: Armanen-Verlag, 1938.
- Völkisch-Politische Anthropologie. 3 Bände. Leipzig: Armanen-Verlag, 1936-1938.
- Nationalpolitische Erziehung. 20 Auflage. Leipzig: Armanen-Verlag, 1936.
- Grundriß der Erziehungswissenschaft. Fünf Vorträge. Leipzig: Quelle & Meyer, 1936.
- Der Staat des Deutschen Menschen. 2 Auflage. Berlim: Junker und Dünnhaupt Verlag, 1933.
- Volk im Werden. Leipzig: Gerhard Stalling, 1932.
- Völkischer Gesamtstaat und nationale Erziehung. Heidelberg: Bündischer Verlag, 1932.
- Philosophie der Erziehung. Jena: Eugen Diederichs Verlag, 1922.
- Persönlichkeit und Kultur. Heidelberg: Carl Winter's Universitätsbuchhandlung, 1910.